# Vírus da tristeza do cítrus
Tristeza do Citros é uma das doenças mais devastadoras da citricultura, em escala internacional. O nome "Tristeza" foi dado devido ao rápido declínio e aspecto "triste" das plantas afetadas. Trata-se, assim, de uma ameaça econômica para regiōes dependentes de produção citrícola, sendo o foco de muitos estudos científicos. A doença é causada pelo Vírus da Tristeza do Citros (ou CTV , do inglês Citrus Tristeza Virus) que é uma espécie viral do gênero Closterovirus (família Closteroviridae) que afeta diversas variedades de citros (i.e. tangerineiras, laranjeiras e toranjeiras). Trata-se de um vírus constituído genomicamente por uma fita única, em tradução sentido positivo, de RNA envelopada em uma cápsula protéica flexível em formato helicoidal medindo por volta de 11 nm diâmetro × 2,000 nm de comprimento  .

## Formas de transmissão e Sintomas
A principal forma de contaminação das plantas se dá pela picada de insetos sugadores de seiva, especialmente de pulgões (insetos afídeos), sendo a principal espécie transmissora o pulgão-preto-dos-citrinos (Aphis citricidus, antes conhecido por Toxoptera citricida); outras espécies de pulgões agindo como vetores relevantes da doença incluem o afídeo-verde-do-algodão (Aphis gossypii) e pelo pulgão-marrom Aphis spiraecola. Secundariamente, também sabe-se que Toxoptora aurantii, Myzus persicae, Aphis craccivora e Uroleucon jaceae conseguem adquirir e passar o vírus. Mais recentemente, vem acumulando-se evidências indicando que o psilídeo-asiático-do-citros Diaphorina citri também seria um vetor relevante desta doença. Por ser um vírus que se limita ao floema da planta, também pode ser transmitido por meio de enxertagem, que também acaba tornando-se uma estratégia de manejo, vide mais adiante. Certos tecidos, particularmente a casca das árvores, os ramos mais verdes e as folhas, acumulam maior carga viral, influenciando no processo. 
Curiosamente, alguns parasitas de seiva, a exemplo do cipó-chumbo (Cuscuta spp) também foram demonstrados de terem o potencial de adquirir e até de transmitir o vírus CTV de uma planta para outra, mas bem menos importante do que de insetos com rápida propagação. Existe, ainda, a possibilidade de uma transmissão vertical, uma vez que foi detectada uma carga viral nas sementes de certas variedades do citros, mas esta possibilidade ainda está sendo investigada.
O vírus é adquirido pelo inseto durante sua fase imatura de ninfa, quando se alimenta de uma planta infectada. Aparentemente, o terceiro estágio de desenvolvimento como ninfa é o mais propício para a infecção do inseto, que leva mais de duas semanas incubando os vírus para tornar-se infectivo. Algumas variedades de cítrus apresentam maior resistência à passagem do vírus para insetos não-infectados, e podem assim ser inseridas nos pomares para aumentar a resistência da plantação. De forma semelhante, temperaturas extremas parecem afetar o ciclo viral, sugerindo que algumas zonas climáticas sejam mais suscetíveis à proliferação da doença.
Existem diversas variedades, ou estirpes, do vírus CTV com diferentes intensidades de sintomas, mas no geral caracteriza-se no pé de citros por uma marcante murcha seguida de declínio e amarelecimento (clorose), ocasionando a morte da planta no médio ou longo prazo. A severidade dos sintomas depende também de outros fatores, incluindo a cultivar da planta, seu estado nutricional, e o porta-enxerto utilizado. Essencialmente, trata-se de uma doença que afeta a circulação de nutrientes, gerando grandes danos por atrofiar o crescimento dos pés infectados e atingir drasticamente a qualidade dos frutos, que saem menores, deformados, com menor teor de suco e sabor alterado. Não existe uma cura comprovada, e assim a solução recomendada é a eliminação da planta infectada, para evitar que a doença se espalhe mais.
Mais tecnicamente, os principais sintomas da Tristeza do Citros vêm de mudanças anatômicas (p.ex., na região da enxertia), tais como alteração de células cromáticas, colapso e necrose dos tubos crivados, super produção e degradação celular pelo floema, acúmulo de floema disfuncional que acaba permeando o córtex. O declínio dos ramos e, consequentemente, as alterações nos frutos decorrem de uma necrose que atinge o floema e os tecidos circundantes tornando-os disfuncionais próximos ao broto ou gema, na junção com o ramo. A causa mortis da planta está intimamente ligada a esta degradação funcional do floema circulante, em que a necrose e colapso estrutural impedem a translocação dos carboidratos produzidos por fotossíntese a partir da copa, de volta para as raízes, ocasionando definhamento do sistema radicular e, consequentemente, da planta inteira. 
É comum a confusão, tanto por conta dos sintomas como do histórico de espalhamento da doença, com o greening do citrus, que é outra grande ameaça à indústria critícola, mas que causada por bactérias transmitidas por insetos psilídeos.

## Importância Econômica e Controle
Devido ao estrago causado pelo vírus Cítrus tristeza virus (CTV) tanto nos pés de citros como nos seus frutos, sendo incurável, esta é considerada a virose de maior importância econômica no mundo para a citricultura. Internacionalmente, estima-se que mais de 100 milhões de árvores foram mortas ou tornaram-se improdutivas por causa da tristeza dos citros. A principal estratégia de controle da doença, no Brasil, tem sido o emprego de porta-enxertos tolerantes à doença.
No Brasil, a tristeza dos citros dizimou a citricultura paulista na década de 40 do século XX, quando era prática usual que as variedades-copas eram enxertadas sobre laranja-azeda Citrus aurantium. A citricultura nacional recuperou momento apenas devido, principalmente, à utilização de porta-enxertos mais tolerantes à doença (ou seja, estavam infectados, mas não muito afetados pelo CTV), tais como o limão-cravo Citrus limonia. Tal medida funcionou satisfatoriamente para muitas copas comerciais, a exemplo das laranjas doces Citrus sinensis Hamlin, Valência , Natal e as tangerinas, que têm seus tecidos tolerantes ao vírus. Entretanto, alguns cultivares de citros como a laranja-pêra (C. sinensis), a lima ácida Galego C. aurantiifolia , os pomelos e alguns outros de menor valor comercial, ainda eram atingidos pela tristeza mesmo quando enxertados em porta-enxertos tolerantes. 
Outras formas de controle passam pela quarentena de pomares infectados, eliminação das árvores doentes, e mesmo algumas estratégias de "pré-imunização" usando uma inoculação com uma estirpe menos virulenta que por competição expulsaria uma nova infecção mais grave.  